# Mathias Etenhueber
Mathias Etenhueber, auch Matthias Ettenhu(e)ber (* 3. Februar 1722 in München; † 24. August oder 23. September 1782 ebenda) war ein deutscher Dichter und Schriftsteller.
Er stammte aus bescheidenen Verhältnissen, genoss aber eine sehr gute Schulbildung. So besuchte er bis 1745 das Jesuitengymnasium München (heute Wilhelmsgymnasium München) und studierte anschließend am Lyzeum wahrscheinlich Philosophie. Bereits in seiner Jugend fiel er durch bemerkenswertes poetisches Talent auf, als er früh begann, Gedichte in Latein abzufassen. Diese fanden großen Anklang. Zeitgenossen lobten seinen durchdachten Versaufbau sowie seine runde und reine Sprache. In den Folgejahren wechselte er – beeinflusst unter anderem von den Arbeiten Friedrich Gottlieb Klopstocks, Christian Fürchtegott Gellerts und Gottlieb Wilhelm Rabeners – zur deutschen Sprache und seine gedruckten und vervielfältigten Werke verschafften ihm im In- und Ausland Anerkennung. Unter anderem verfasste er zu offiziellen Anlässen Huldigungsverse. Maria Theresia verlieh Etenhueber für seine Verdienste eine goldene Ehrenmedaille.
Mit der Zeit verblasste sein Ruhm jedoch, er wurde zum Gelegenheitsdichter und es gestaltete sich für ihn immer schwieriger, finanzielle Absicherung zu erlangen. Zwar ernannte ihn der Kurfürst von Bayern Maximilian III. Joseph 1763 zum Hofpoeten; es handelte sich allerdings um einen „Titel ohne Mittel“, für den er also kein Gehalt bezog. Zwischen 1759 und 1778 gab er das Münchnerische Wochenblatt heraus, in dem er das städtische Tagesgeschehen in barocken Alexandriner-Versen kommentierte. Ab 1760 schrieb er zudem anlässlich von öffentlichen Hinrichtungen jeweils mehrere Strophen mit der Überschrift „Moral“ unter die in gedruckter Form in der Stadt verteilten Todesurteile und hoffte, auf diese Art und Weise die Bekanntheit seiner Arbeit steigern zu können. Diese Tätigkeiten änderten jedoch nichts daran, dass er in seinen letzten Lebensjahren durchgehend in großer Armut lebte. 1778 wurde er infolge der Veröffentlichung der allzu regierungskritischen Ode Das sich beschwerende Baiern verhaftet und fand nach seiner Entlassung Obdach bei den Barmherzigen Brüdern vom hl. Johannes von Gott. In deren Krankenhaus starb Etenhueber 1782 als gebrochener Mann.

„Er wurde vielleicht zum Dichter geboren, blieb aber, von seinem Zeitalter und seinem Schicksal, das unser ganzes Mitleid verdient, niedergedrückt, meistens nur Versemacher, deren er weit über hunderttausend geliefert hat. […] Zuletzt war er (nicht zu unserm Ruhm) ein Gegenstand der Dürftigkeit und des einzigen Mitleids. […] Dennoch gehören seine Schriften in die Literaturgeschichte – als Werke, die gefallen haben.“

## „Der arme Poet“

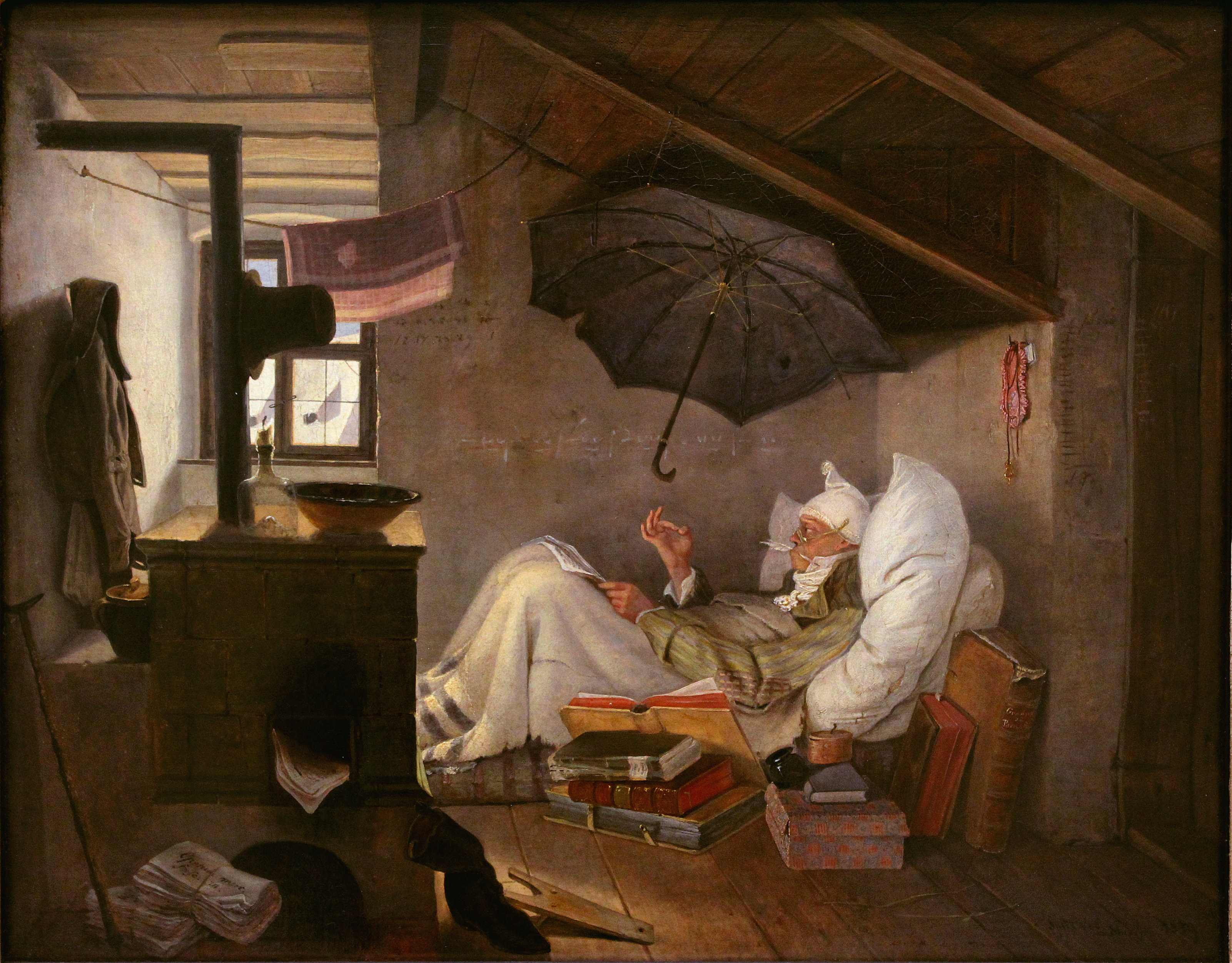
Carl Spitzwegs Der arme Poet

In der Forschung wird heutzutage gemeinhin davon ausgegangen, dass Etenhueber dem ebenfalls im Großraum München tätigen Biedermeier-Maler Carl Spitzweg als Vorbild für dessen bekanntestes Gemälde Der arme Poet diente. Der Schriftsteller Bernhard Setzwein produzierte 1993 für den Bayerischen Rundfunk den Hörfunkbeitrag Der arme Hofpoet. Das Schicksal des Mathias Ettenhueber.

## Werk (Auswahl)
Die Mehrzahl der mittlerweile digitalisiert verfügbaren Schriften Etenhuebers waren ursprünglich Artikel aus dem Münchnerischen Wochenblatt und werden hier nicht einzeln aufgelistet.
- Sieg Das Binde-Band Ihro Kayserl. Königl. Majestät MARIÆ THERESIÆ &c. &c. München, 1758
- Wer in der Poesie nicht will ein Pfuscher bleiben. München, 1765
- Das sich beschwerende Baiern. München, 1778
- Rom in München. Oder: Die höchst erfreuliche Ankunft Sr. päpstlichen Heiligkeit Pius des VI. nach der Kurfürstlichen Haupt- und Residenzstadt München. Gedruckt bei Maria Anna Bötterinn – verwitwete Hof-, Akademie- und Landschaftsbuchdruckerin, München, 1782